# Brachyta rosti
Brachyta rosti är en skalbaggsart som beskrevs av Maurice Pic 1900. Brachyta rosti ingår i släktet Brachyta och familjen långhorningar. Inga underarter finns listade.